# Aphelinoidea
Aphelinoidea är ett släkte av steklar. Aphelinoidea ingår i familjen hårstrimsteklar.

## Dottertaxa tillAphelinoidea, i alfabetisk ordning[1]
- Aphelinoidea accepta
- Aphelinoidea anatolica
- Aphelinoidea bischoffi
- Aphelinoidea dolichoptera
- Aphelinoidea fasciativentris
- Aphelinoidea gwaliorensis
- Aphelinoidea habros
- Aphelinoidea howardii
- Aphelinoidea huxleyi
- Aphelinoidea hyacinthus
- Aphelinoidea iucunda
- Aphelinoidea longiclavata
- Aphelinoidea longicorpus
- Aphelinoidea mariana
- Aphelinoidea melanosoma
- Aphelinoidea neomexicana
- Aphelinoidea nigrioculae
- Aphelinoidea oceanica
- Aphelinoidea painei
- Aphelinoidea plutella
- Aphelinoidea redini
- Aphelinoidea retiruga
- Aphelinoidea semifuscipennis
- Aphelinoidea subexserta
- Aphelinoidea tintinnabulum
- Aphelinoidea totinigra
- Aphelinoidea turanica
- Aphelinoidea waterhousei
- Aphelinoidea weismanni
- Aphelinoidea xenos
- Aphelinoidea xiphias